# Eemnes
Eemnes este o comună și o localitate în provincia Utrecht, Țările de Jos. 